# تسقالتوبو
تسقالتوبو (به گرجی: წყალტუბო) شهری در استان ایمرتی گرجستان است. جمعیت این شهر طبق سرشماری سال ۲۰۰۹ میلادی ۱۶٬۸۰۰ نفر بوده‌است.

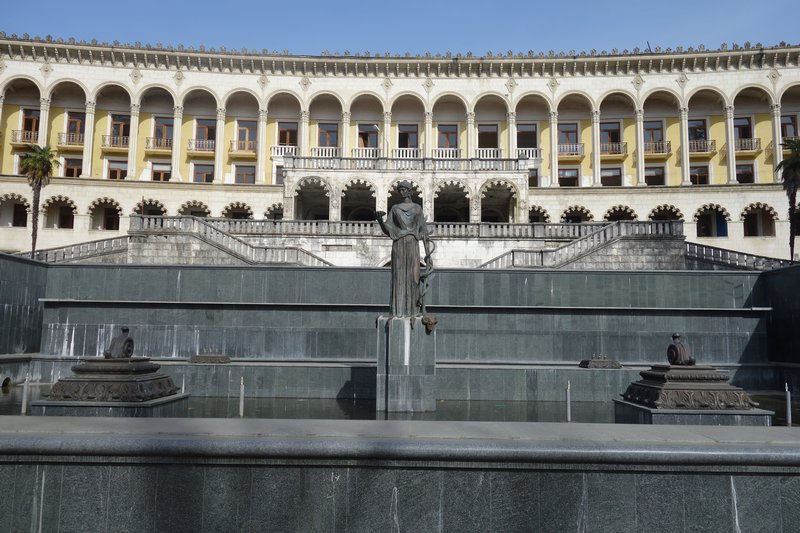
Former Sanatorium Shakhtar